# Paisley Park Records
A Paisley Park Records egy amerikai lemezkiadó vállalat, amelyet az amerikai zenész, Prince alapított 1985-ben és részben a Warner Bros. Records leányvállalata volt. A Purple Rain album és film sikerei után indították el a kiadót. A kiadó Prince stúdiókomplexumának (Paisley Park Studios) és a "Paisley Park" (Around the World in a Day, 1985) dalnak a nevét viseli. A Paisley Park Prince halála óta múzeumként üzemel. 2016. október 28. Chanhassen városában hivatalosan is Paisley Park-napként ismert, hogy megemlékezzen a múzeum megnyitásáról.

## Története
Annak ellenére, hogy Prince nagy hírnévnek örvendett az 1980-as években, a kiadó más előadói nem gyakran élvezték ugyanekkora sikereket. Kivételek voltak Sheila E Romance 1600 (1985) albuma, Tevin Campbell "Round and Round" kislemeze és a Time "Pandemonium" dala, de az kiadó legnagyobb sikereit mindig Prince hozta.
1994-ben, Prince és a Warner Bros. közötti harcok miatt a Warner megszakította szerződését a Paisley Parkkal, ezzel lényegében bezárva a kiadót. Prince sokáig küzdött a jogokért, hogy masterelhesse az összes előadó munkáját, akik a kiadóhoz voltak szerződve. Prince később elindította az NPG Records kiadót, amelyet Trevor Guy vezetett. A Paisley Park Records alelnöke 1991-ig Alan Leeds volt (Grammy-győztes zenei igazgató és sok Prince turné menedzsere). Leeds távozása után Graham Armstrong vette át a pozíciót az év hátralévő részére, mikor Gilbert Davison és Jill Willis, Prince menedzserei (a Paisley Park Enterprises elnöke és alelnöke) szerződést kötöttek a Warner Bros. Records-dzal. Az együttműködésből a kiadó leszerződtette többek között Mavis Staplest, George Clintont, Ingrid Chavezt és Carmen Electrát. John Dukakis és Kerry Gordy lettek a kiadó elnökei.

## Paisley Park Studios

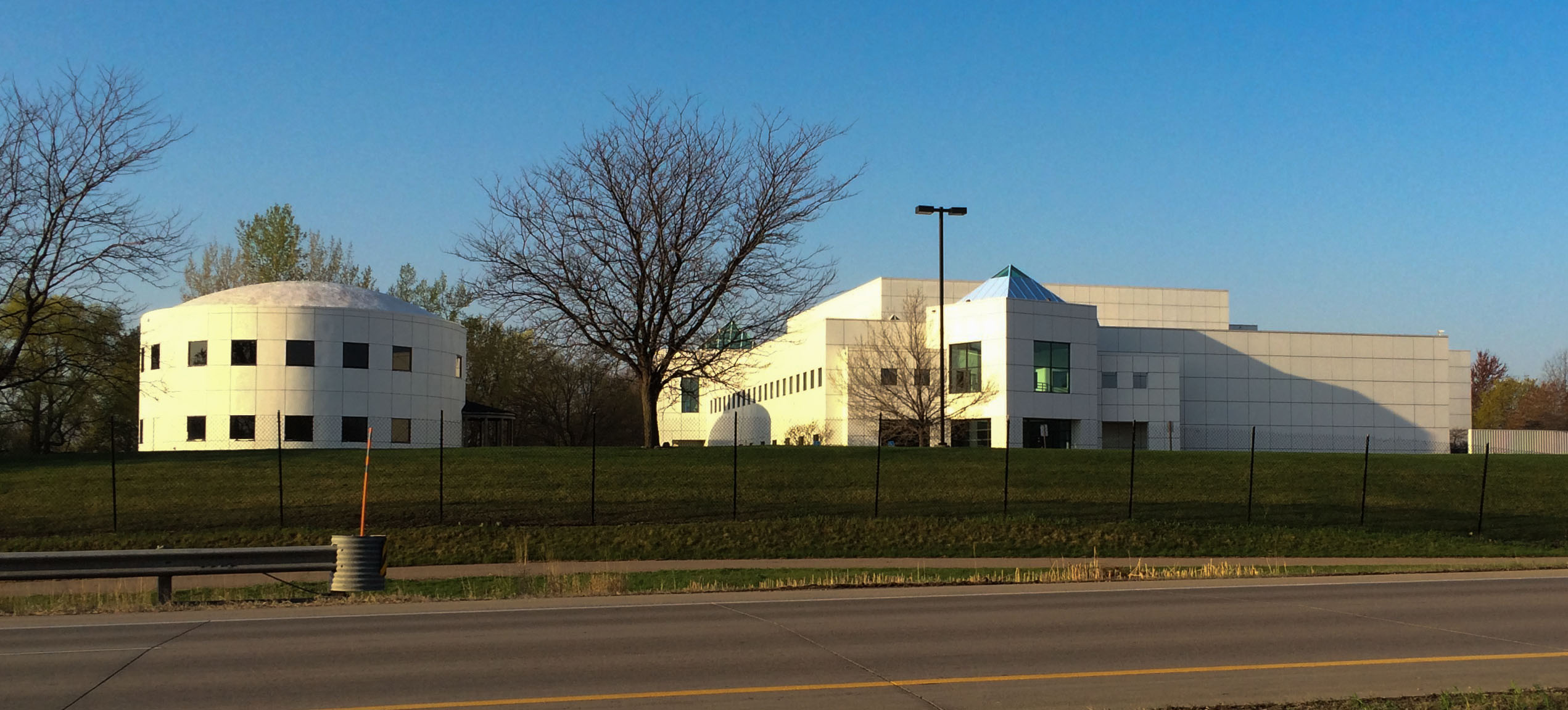
A Paisley Park Studios.

A BOTO Design Inc (Santa Monica, Kalifornia) tervezte a Paisley Park Studiost, amely 1987. szeptember 11-én nyitott meg. Két élőzenei helyszín van a stúdión belül, amelyet próbákra használtak. Az 1994-es kiadózárás után Prince továbbra is a Paisley Parkban élt és folytatta felvételeit. Prince halála előtt publikussá akarta tenni a Paisley Parkot, Elvis Presley Graceland villájához hasonlóan. Az zenészt 2016. április 21-én a birtokának egyik liftjében találták holtan.

## Paisley Park Múzeum
2016. augusztus 24-én bejelentették, hogy a 6000 négyzetméteres Paisley Parkot múzeummá alakítják. 2016 októberében túrákat kezdtek indítani a birtokon. A Graceland Holdings, amely Elvis Presley Graceland villáját menedzselte 1982 óta, bejelentette, hogy a túrákat a cég fogja szervezni. A tervek szerint a túrák része lett volna Prince stúdiói, a próbatermek és ahol privát koncertjeit tartotta. Prince nagyon sok személyes tárgyét kiállították a múzeumban, többek közt koncerten viselt ruháit, hangszereit, autóit, motorjait. 2017 óta már gyakori túrákat tartanak a múzeumban.
Prince hamvai egy Paisley Park alakú urnában találhatók meg a birtok bejáratánál. A Paisley Park pincéjében található egy több száz órányi kiadatlan zenei anyagokkal teli páncélterem. Az urnát azóta eltávolították az eredeti helyéről és áthelyezték a páncélterembe. A terem tartalmát azóta áthelyezték egy Los Angeles-i stúdióba, ahol újra feldolgozzák és később kiadják. Itt ezek a zenei felvételek klímakontrollált szobákban vannak tárolva.
Prince birtokán kívül más gyakran látogatott Prince-helyszínek Minneapolisban :az Electric Fetus, amely egy lemezbolt, amely gyakran hetekkel a hivatalos kiadás előtt megkapta Prince albumait, mert a zenész szeretett ott vásárolni; a Capri Theatre, ahol az első koncertjét játszotta 1979-ben; a First Avenue, ahol a Bíboreső (Purple Rain) filmet forgatták.

## Diszkográfia

### Prince-albumok
- 1985: Prince and The Revolution: Around the World in a Day
- 1986: Prince and The Revolution: Parade
- 1987: Prince: Sign “☮” the Times
- 1988: Prince: Lovesexy
- 1990: Prince: Graffiti Bridge
- 1991: Prince and the New Power Generation: Diamonds and Pearls
- 1992: Prince and the New Power Generation: Love Symbol
- 1993: Prince: The Hits/The B-Sides

### Paisley Park-albumok
- 1985: The Family: The Family
- 1985: Sheila E.: Romance 1600
- 1986: Mazarati: Mazarati
- 1987: Madhouse: 8
- 1987: Sheila E.: Sheila E.
- 1987: Jill Jones: Jill Jones
- 1987: Taja Sevelle: Taja Sevelle
- 1987: Madhouse: 16
- 1988: Dale Bozzio: Riot in English
- 1988: The Three O'Clock: Vermillion
- 1988: Good Question: Good Question
- 1989: Tony LeMans: Tony LeMans
- 1989: George Clinton: The Cinderella Theory
- 1989: Kahoru Kohiruimaki: Time the Motion (Japánban)
- 1989: Mavis Staples: Time Waits for No One
- 1990: Kahoru Kohiruimaki: Time the Motion Live (Japánban)
- 1990: The Time: Pandemonium
- 1991: Eric Leeds: Times Squared
- 1991: T.C. Ellis: True Confessions
- 1991: Ingrid Chavez: May 19, 1992
- 1993: Carmen Electra: Carmen Electra
- 1993: Mavis Staples: The Voice
- 1993: George Clinton: Hey, Man, Smell My Finger
- 1993: Eric Leeds: Things Left Unsaid